# Чемпіонат світу з хокею із шайбою 2014 (дивізіон III)
Чемпіонат світу з хокею із шайбою 2014 (дивізіон III) — чемпіонат світу з хокею із шайбою, який проходив з 6 квітня по 12 квітня 2014 року у Люксембурзі (Люксембург).

## Підсумкова таблиця та результати
| Збірна                     | М | В | ВО | ПО | П | Ш     | О  | Болгарія | Північна Корея | Люксембург | Гонконг | ОАЕ   | Грузія |
| -------------------------- | - | - | -- | -- | - | ----- | -- | -------- | -------------- | ---------- | ------- | ----- | ------ |
| Болгарія                   | 5 | 5 | 0  | 0  | 0 | 48-13 | 15 |          | 4-1            | 8-5        | 6-1     | 11-5  | 19-1   |
| Північна Корея             | 5 | 4 | 0  | 0  | 1 | 54-11 | 12 | 1-4      |                | 7-3        | 12-2    | 12-1  | 22-1   |
| Люксембург                 | 5 | 3 | 0  | 0  | 2 | 43-16 | 9  | 5-8      | 3-7            |            | 8-0     | 8-1   | 19-0   |
| Гонконг                    | 5 | 1 | 1  | 0  | 3 | 17-27 | 5  | 1-6      | 2-12           | 0-8        |         | 2-1 Б | 12-0   |
| Об'єднані Арабські Емірати | 5 | 1 | 0  | 1  | 3 | 14-34 | 4  | 5-11     | 1-12           | 1-8        | 1-2 Б   |       | 6-1    |
| Грузія                     | 5 | 0 | 0  | 0  | 5 | 3-78  | 0  | 1-19     | 1-22           | 0-19       | 0-12    | 1-6   |        |

## Найкращі бомбардири
| Гравець           | Матчі | Голи | Паси | Очки | ШХ  | +/− |
| ----------------- | ----- | ---- | ---- | ---- | --- | --- |
| Іван Ходулов      | 5     | 13   | 8    | 21   | +14 | 6   |
| Олексій Йотов     | 5     | 6    | 15   | 21   | +13 | 6   |
| Кім Хек-джу       | 5     | 9    | 7    | 16   | +18 | 4   |
| Бен Гудремонт     | 5     | 6    | 8    | 14   | +8  | 2   |
| Станіслав Мухачов | 5     | 5    | 8    | 13   | +11 | 6   |
| Рі Чхоль-мін      | 5     | 4    | 9    | 13   | +15 | 4   |
| Маркус Ерікссон   | 5     | 7    | 5    | 12   | +12 | 4   |
| Хон Чун-рім       | 5     | 6    | 5    | 11   | +8  | 2   |
| Бенні Вельтер     | 5     | 4    | 7    | 11   | +4  | 2   |
| Чу Сун-хьок       | 5     | 5    | 4    | 9    | +8  | 2   |
| Жорж Шайер        | 5     | 5    | 4    | 9    | +8  | 10  |

Джерело: IIHF.com [Архівовано 13 квітня 2014 у Wayback Machine.]

## Найкращі воротарі
Список п'яти найращих воротарів, сортованих за відсотком відбитих кидків. У список включені лише ті гравці, які провели щонайменш 40% хвилин.
| Гравець             | Країна | ЧНЛ | ГП   | %ВК | КН    | ША |
| ------------------- | ------ | --- | ---- | --- | ----- | -- |
| Константін Михайлов | 167:59 | 7   | 2.50 | 108 | 93.52 | 0  |
| Пак Кук-чхоль       | 194:43 | 6   | 1.85 | 62  | 90.32 | 0  |
| Мішель Вельтер      | 219:32 | 11  | 3.01 | 104 | 89.42 | 1  |
| Хо Кінг Чі Кінг     | 214:05 | 16  | 4.48 | 147 | 89.12 | 0  |
| Радосвет Петров     | 120:00 | 6   | 3.00 | 36  | 83.33 | 0  |

Джерело: IIHF.com [Архівовано 13 квітня 2014 у Wayback Machine.]

## Нагороди
Найкращі гравці, обрані дирекцією ІІХФ.
- Найкращий воротар:  Хо Кінг Чі Кінг
- Найкращий захисник:  Клемент Вальтенер
- Найкращий нападник:  Олексій Йотов

Найкращі гравці кожної з команд
- Іван Ходулов
- Каха Амбролава
- Маркус Ерікссон
- Хо Кінг Чі Кінг
- Халед Аль-Суваїді
- Чу Сун-хьок